# Гицис, Моисей
Мойше Гицис (идиш משה גיציס‎, англ. Morris Ghitzis; 29 октября 1894, Хотин, Бессарабская губерния — 14 декабря 1986, Чикаго, США) — американский еврейский прозаик и драматург, поэт, журналист. Писал на идише.

## Биография
Родился 29 октября 1894 года в уездном городке Хотин Бессарабской губернии. Окончил русскую народную школу в 1908 году и через 2 года уехал в США, где работал портным. Вскоре вернулся в Хотин и начал учиться на фармацевта. Во время Первой мировой войны служил в российской армии, после демобилизации доучился и работал помощником аптекаря, провизором на Донбассе. В 1922 году вместе с братом Вольфом (1897—1969) вновь уехал в США, где начал писать прозу и драматургические произведения, работал актёром, позже режиссёром еврейского театра и фармацевтом. Оставшиеся в Хотине родители погибли в Транснистрии во время войны.
Дебютировал в печати в 1927 году серией рассказов о революционных событиях в России. В том же году в Нью-Йорке выпустил отдельной книгой драматическую поэму «Глокн» (Колокола, 1927), за которой последовали сборники «Новэлн» (Новеллы, 1932), новеллодрама «Ди зун ин мизрэх» (Солнце на востоке, 1936), драматический сборник «Битохн» (Надежда, 1939), повести, рассказы и драмы «Американише рапсодие» (Американская рапсодия, 1939), «Дэр вэг цум барг» (Путь к горе, 1943), «Мамэ эрд» (Мать земля, 1947) и другие, — все изданные в Чикаго, где Гицис поселился в середине 1920-х годов.
Пьесы Гициса ставились в Чикаго и Нью-Йорке, иногда в его собственных постановках. С 1943 года совместно с Матес Дайчем и Шлоймэ Шварцем выпускал ежегодный альманах «Литэрарише Замлунген» (Литературные сборники, 5 томов, 1943—1948). Сделал серию короткометражных немых фильмов о еврейских литераторах Америки 1940—1950-х годов. С 1960-х годов, живя в Чикаго, регулярно публиковался в московском журнале «Советиш Геймланд» (Советская Родина, редактор Арн Вергелис); рассказы вышли отдельной книжкой в Москве — приложением к майскому номеру журнала за 1983 год.
Как журналист сотрудничал в «Фрайе арбетер штимэ», «Идише велт» (Филадельфия), «Мексиканер штимэ» (Мехико), «Хаванер лебн» (Куба), «Литерарише блетер» (Варшава), «Ин зих», «Ди Цукунфт».

## Семья
Жена — актриса еврейского театра Маня Сруловна Гицис (урождённая Зельдман, англ. Miriam S. Ghitzis; 1894—1990), также уроженка Хотина. Её братья — театральные фотографы-портретисты Морис Симур (Мойше Зельдман, 1900—1993) и Симур (Симхе) Зельдман (1902—1995), с 1950-х годов оба пользовались одним именем Морис Симур (англ. Maurice Seymour); особенной известностью пользовались их портреты артистов балета.

## Книги М. Гициса
- גלאָקן (глокн — колокола, драма в стихах). Нью-Йорк, 1926.
- נאָװעלן (новэлн — новеллы). Чикаго: Фарлаг М. Цешински, 1932.
- די זון אין מיזרח (ди зун ин мизрэх — солнце на востоке, новеллодрама). Чикаго: Фарлаг М. Цешински, 1936.
- בטחון (битохн — надежда, драмы). Чикаго: Фарлаг М. Цешински, 1939.
- דער װעג צום באַרג (дэр вэг цум барг — дорога к горе). Литэрарише Замлунген I. Чикаго, 1943.
- מאַמע ערד (мамэ эрд — мать земля, повести и рассказы). Литэрарише Замлунген III. Чикаго, 1947.
- מאָטיװן (мотивн — мотивы). Чикаго, 1968.
- alter ego איך און מײַן (их ун майн алтер эго — я и моё альтер эго). Чикаго, 1979.
- פֿון מענטש צו מענטש (фун мэнч цу мэнч — от человека к человеку, рассказы). Москва: Советский писатель, 1983.